# International Mobile Gaming Awards
International Mobile Gaming Awards («IMGA») — это ежегодный конкурс и церемония награждения, посвященная выдающимся играм, созданным для мобильных устройств. Это самый продолжительный международный конкурс мобильных игр. Среди победителей IMGA были такие игры как Candy Crush Saga и Monument Valley. Это единственный конкурс, который объединяет индустрию, отмечая превосходство и инновации в играх.
Лучшие разработчики мобильных игры награждаются на церемонии вручения призов IMGA, которая проходит в разных городах США и Азии.
IMGA была основана Маартеном Нойонсом (Maarten Noyons) в 2004 году и имеет штаб-квартиру в Марселе (Франция).

## История
В 2004 году индустрия мобильных игр лишь поднималась на ноги. Когда разработчики игр начали постепенно расширять этот рынок, французское подразделение Discreet объявило первый «Международный конкурс мобильных 3D-игр». Конкурс был разработан генеральным директором NCC Partners Маартеном Нойонсом чтобы продемонстрировать молодые мобильные игры и был поддержан Nokia, Orange, Intel, IBM и другими компаниями.
Награды были вручены 3 февраля 2004 года на фестивале IMAGINA в Монте-Карло. Было четыре категории: Гран-при, 16 МБ, 1 МБ, 200 КБ/native и 200K/Java. Позднее в том же году Autodesk приобрела Discreet и решила закрыть французский офис, соответственно и конкурс. Однако Нойонс убедил Discreet дать ему полный контроль над событием и тем самым основал IMGA.
Переименовав событие в International Mobile Gaming Awards, Нойонс превратил IMGA во всемирное соревнование. Каждый год IMGA получает около 1000 заявок, 600 из которых обычно рассматривают жюри. В течение двухдневного процесса судейства список сокращается до 60 кандидатов.
В течение десяти лет победителей объявляли на Всемирном конгрессе GSMA в Барселоне, но на 11-й IMGA церемония была перенесена на Конференцию разработчиков игр в Сан-Франциско.
В 2016 году в конкурсе была добавлена новая категория для VR-игр.
После Европы и США IMGA запустила свою программу в Китае и Юго-Восточной Азии, создав два дополнительных конкурса: IMGA Юго-Восточная Азия в партнерстве с Малайзийской корпорацией цифровой экономики (MDEC) и IMGA China в партнерстве с Migu (подразделением цифрового контента China Mobile) и MyGamez, издателем иностранных мобильных игр в Китае.

## Категории наград
Награды отмечают инновации и креативность в мобильных играх по всему миру. Исходя из их достоинств, победители определяются по решению жюри во множестве категорий. В категории последних международных наград за мобильные игры включены :
- Мастерство в геймплее
- Мастерство в визуальном искусстве и дизайне
- Мастерство в инновациях
- Мастерство в аудио
- Мастерство в рассказывании историй
- Лучшая Feel Good игра
- Лучшая содержательная игра (Meaningful Play)
- Лучшая быстрая игра (Quickplay Game)
- Лучшая многопользовательская игра
- Лучшее техническое достижение
- Лучшая VR-игра

## Судейская сессия
Процесс судейства проходит в Марселе (Франция), в январе каждого года. Членам жюри предлагается просмотреть и сыграть все представленные игры и выбрать номинантов. Основными критериями судейства являются механика игрового процесса, качество звукового дизайна и визуального искусства, а также оригинальность в рассказывании историй.
IMGA открыта для участия всех разработчиков мобильных игр. Среди прошлых участников были студенты, исследователи, художники, отдельные разработчики и издатели. Победители в каждой из восьми категорий определяются международным жюри из экспертов и журналистов из Азии, США и Европы.
Среди бывших судей — ветераны индустрии, такие как бывший гуру игр Томми Палм, Дин Такахаси из VentureBeat и Евангелист Unity Оскар Кларк.